# Alquería de la Condesa
Alquería de la Condesa (en valenciano y oficialmente l'Alqueria de la Comtessa) es un municipio español de la Comunidad Valenciana. Perteneciente a la provincia de Valencia, en la comarca de la Safor.

## Geografía
Situado entre las ciudades de Gandía y Oliva, próximo a la costa. La superficie es llana, a excepción de un pequeño cerro de 176 m. en el Monte Rabat al sur del término. El terreno es arcilloso. De oeste a este cruza el barranco de Seret o más conocido como Beneitijir.
El clima es mediterráneo, los vientos dominantes son los del norte y este y es este último el que produce las lluvias. De noroeste a sureste pasa la carretera de Gandía a Oliva, y transversalmente a ésta, la de Piles a Rafelcofer.
Desde Valencia se accede a través de la N-332.
Se enlaza con dos autobuses diarios con las localidades de Oliva, Pego y Gandía.

### Localidades limítrofes
El término municipal de Alquería de la Condesa limita con las siguientes localidades:
Bellreguart, Fuente Encarroz, Oliva, Palmera, Piles y Rafelcofer, todas ellas de la provincia de Valencia.

## Historia
En el mismo límite de este término con el de Fuente Encarroz se encuentra la Montaña del Rabat en la que hay restos de un poblado ibérico.
El origen de lugar es una alquería andalusí que pertenecía al ducado de Gandía. En 1562 se agregó la Alquería de los Frailes. En 1609 quedó despoblada como consecuencia de la expulsión de los moriscos. Años posteriores, con la Carta Pobla, nuevos repobladores pasarían a habitar el municipio. Es una parroquia independiente desde el año 1773.

## Demografía
Alquería de la Condesa cuenta con una población de 1544 habitantes (INE 2024).
| Gráfica de evolución demográfica de Alquería de la Condesa entre 1842 y 2021                                        |
| |
| Población de derecho según los censos de población del INE Población de hecho según los censos de población del INE |

## Economía
Basasada tradicionalmente en la agricultura, la superficie cultivada ocupa la mayor parte de término. En el secano hay plantados olivos y algarrobos. En el regadío que ocupa la mayor parte del terreno, y es la naranja el cultivo más importante.
La industria, de menor importancia que la agricultura, estaba representada por el mueble, el calzado y fabricación de envases para la naranja. A finales del siglo XX y hasta ahora, el sector servicios un centro comercial en el que se ubican diversas actividades.

## Administración y política
| Periodo   | Nombre                   | Partido   |
| --------- | ------------------------ | --------- |
| 1979-1983 | Juan Tormos              | PSPV-PSOE |
| 1983-1987 | Juan Tormos              | PSPV-PSOE |
| 1987-1991 | Juan Tormos              | PSPV-PSOE |
| 1991-1995 | Juan Tormos              | PSPV-PSOE |
| 1995-1999 | Vicente Gonzales Escrivá | PSPV-PSOE |
| 1999-2003 | Salvador Femenía Peiró   | PSPV-PSOE |
| 2003-2007 | Salvador Femenía Peiró   | PSPV-PSOE |
| 2007-2011 | Salvador Femenía Peiró   | PSPV-PSOE |
| 2011-2015 | Salvador Femenía Peiró   | PSPV-PSOE |
| 2015-2019 | Salvador Femenía Peiró   | PSPV-PSOE |
| 2019-2023 | Salvador Femenía Peiró   | PSPV-PSOE |
| 2023-act. | Salvador Femenía Peiró   | PSPV-PSOE |

## Patrimonio
- Iglesia parroquial. Está dedicada a los santos Pedro y Pablo. Se terminó en 1909, construida sobre el solar de otra más antigua.
- Ermita de San Miguel Arcángel.
- Molino de arroz, que data de 1850.

## Fiestas locales
- Fiestas Patronales. Celebra estas fiestas el 29 de junio en honor a san Pedro y San Pablo. Y durante los tres días siguientes día 30 de junio y 1 y 2 de julio las festividades en Honor del Santísimo Cristo, la Divina Aurora y San Luis respectivamente.

En la segunda semana de septiembre se celebra el tradicional "Porrat" de Alquería de la Condesa en honor de los Santos Abdón y Senén, también conocidos como "Santos de la Piedra".